# Asteroide Amor
| Marte (M) Asteroidi troiani di Marte Venere (V) Mercurio (H) | Sole Asteroidi Amor Terra (E) |

Il gruppo degli asteroidi Amor in relazione alle orbite dei pianeti terrestri sistema solare.

Gli asteroidi Amor sono un gruppo di asteroidi near-Earth caratterizzati da un'orbita che sfiora esternamente quella della Terra, senza tuttavia intersecarla in alcun punto. La grande maggioranza degli asteroidi Amor interseca tuttavia l'orbita di Marte; i satelliti naturali del pianeta, Deimos e Fobos, potrebbero essere stati anticamente asteroidi Amor.
Il nome del gruppo deriva da quello dell'asteroide Amor, sebbene il componente più noto sia certamente Eros, il primo corpo asteroidale ad essere raggiunto da una sonda automatica di fabbricazione umana (la NEAR Shoemaker).

## Classificazione
Gli asteroidi Amor possono essere suddivisi in quattro sottocategorie, a seconda della loro distanza media dal Sole.

### Amor I
Gli asteroidi Amor I presentano orbite caratterizzate da un semiasse maggiore situato fra quella terrestre e quella marziana (ovvero, compreso fra 1,000 e 1,523 UA). I corpi appartenenti a questo sottogruppo, complessivamente meno di un quinto della popolazione complessiva, mostrano eccentricità orbitali ridotte.
Alcuni di questi asteroidi, come 15817 Lucianotesi, non intersecano l'orbita di Marte.
Gli asteroidi Amor I che presentano orbite con semiassi maggiori prossimi a quello terrestre (come 1992 JD) possono essere considerati asteroidi Arjuna, per via della loro orbita estremamente simile a quella della Terra.

### Amor II
Gli asteroidi Amor II presentano orbite caratterizzate da un semiasse maggiore situato fra quella di Marte e la fascia principale (ovvero, fra 1,523 e 2,12 UA); circa un terzo della popolazione complessiva del gruppo appartiene a questa categoria, incluso il prototipo, Amor. Le eccentricità orbitali di questi asteroidi sono moderate; le loro orbite intersecano necessariamente quella di Marte.

### Amor III
Gli asteroidi Amor III, che da soli costituiscono quasi il 50% della popolazione complessiva del gruppo, sono caratterizzati da orbite con semiassi maggiori compresi fra 2,12 e 3,57 UA; si tratta, sostanzialmente, di asteroidi della fascia principale che, per via dell'elevata eccentricità orbitale, presentano un perielio insolitamente vicino all'orbita terrestre. Diversi asteroidi Amor III (come Albert, Ganymed) arrivano a sfiorare internamente l'orbita di Giove; alcuni (come Taranis) sono addirittura a tutti gli effetti asteroidi zenosecanti.
Per via della loro appartenenza alla fascia principale, numerosi asteroidi Amor III appartengono anche a particolari famiglie asteroidali; ad esempio, l'oggetto Amor III Alinda è considerato il prototipo della famiglia Alinda.

### Amor IV
I pochi asteroidi Amor IV sono caratterizzati da una distanza media dal Sole maggiore di quella della fascia principale; le loro orbite presentano semiassi maggiori che superano le 3,57 UA, ed intersecano necessariamente l'orbita di Giove. Sebbene le loro eccentricità orbitali siano le più elevate del gruppo (0,65-0,75), esse non raggiungono i valori caratteristici dei damocloidi e delle comete (prossimi a 0,9).
Sinora non è stato scoperto alcun asteroide Amor IV che arrivi ad intersecare l'orbita di Saturno.

## Prospetto
Segue un prospetto dei principali asteroidi appartenenti al gruppo.
| Nome | Nome     | Diametro medio | Perielio | Afelio   | Inclinazione orbitale | Eccentricità | Scoperta |
| ---- | -------- | -------------- | -------- | -------- | --------------------- | ------------ | -------- |
| 433  | Eros     | ~20 km         | 1,133 UA | 1,783 UA | 10,829°               | 0,223        | 1898     |
| 719  | Albert   | ~2,4 km        | 1,180 UA | 4,085 UA | 11,547°               | 0,552        | 1911     |
| 887  | Alinda   | ~24 km         | 1,111 UA | 3,886 UA | 9,224°                | 0,555        | 1918     |
| 1036 | Ganimede | ~31,7 km       | 1,233 UA | 4,091 UA | 26,644°               | 0,537        | 1924     |
| 1221 | Amor     | ~1,5 km        | 1,086 UA | 2,754 UA | 11,879°               | 0,435        | 1932     |
| 3908 | Notte    | 1–2 km         | 1,044 UA | 2,812 UA | 2,180°                | 0,459        | 1980     |